# Daniele Orsato
Daniele Orsato (* 23. November 1975 in Vicenza) ist ein ehemaliger italienischer Fußballschiedsrichter.

## Karriere
Daniele Orsato war von 2010 bis 2024 FIFA-Schiedsrichter. Bei der Europameisterschaft 2016 in Frankreich war er Torschiedsrichter im Team von Nicola Rizzoli und wurde auch als 4. Offizieller bei anderen Spielen eingesetzt.
Ende April 2018 wurde Orsato von der FIFA als einer von 13 Video-Assistenten (VAR) für die Weltmeisterschaft 2018 in Russland berufen. Er wurde bei 15 Partien eingesetzt, darunter im Eröffnungsspiel. Am 23. August 2020 leitete er das Champions-League-Finale in Lissabon zwischen Paris Saint-Germain und dem FC Bayern München. 2020 wurde er von der IFFHS zum Welt-Schiedsrichter gekürt.
Im April 2021 wurde er für die Europameisterschaft 2021 nominiert. Als Assistenten begleiteten ihn Alessandro Giallatini und Fabiano Preti. Beim Turnier leitete er drei Spiele, darunter ein Achtelfinale.
Für die Fußball-Weltmeisterschaft 2022 in Katar berief ihn der Weltverband in das 36 Hauptschiedsrichter umfassende Aufgebot. Assistiert wurde er erneut von Alessandro Giallatini sowie diesmal Ciro Carbone. Dabei wurde das Gespann mit der Leitung des Eröffnungsspiels zwischen Gastgeber Katar und Ecuador betraut.
Orsato wurde von der UEFA als Schiedsrichter mit seinen Assistenten Giallatini und Carbone für die Europameisterschaft 2024 in Deutschland nominiert. Dort leitete er insgesamt vier Spiele, darunter ein Achtelfinale sowie das Viertelfinale zwischen England und der Schweiz. Für das Finale wurde Orsato seitens der UEFA (obwohl zunächst beabsichtigt) nicht berücksichtigt. Aufgrund seines Karriereendes war dieses Viertelfinale Orsatos letztes Spiel.
Nach dem Ende seiner Karriere wurde er Mitglied der Schiedsrichter-Expertenkommission des russischen Fußballverbandes.
Orsato wohnt in Recoaro Terme.

## Einsätze bei Turnieren

### Fußball-Europameisterschaft 2021
| Phase        | Datum         | Spielort | Heimmannschaft | Gastmannschaft | Ergebnis             |
| ------------ | ------------- | -------- | -------------- | -------------- | -------------------- |
| Gruppenphase | 13. Juni 2021 | London   | England        | Kroatien       | 1:0 (0:0)            |
| Gruppenphase | 19. Juni 2021 | Sevilla  | Spanien        | Polen          | 1:1 (1:0)            |
| Achtelfinale | 29. Juni 2021 | Glasgow  | Schweden       | Ukraine        | 1:2 n. V. (1:1, 1:1) |

### Fußball-Weltmeisterschaft 2022
| Phase        | Datum         | Spielort | Heimmannschaft | Gastmannschaft | Ergebnis  |
| ------------ | ------------- | -------- | -------------- | -------------- | --------- |
| Gruppenphase | 20. Nov. 2022 | al-Chaur | Katar          | Ecuador        | 0:2 (0:2) |
| Gruppenphase | 26. Nov. 2022 | Lusail   | Argentinien    | Mexiko         | 2:0 (0:0) |
| Halbfinale   | 13. Dez. 2022 | Lusail   | Argentinien    | Kroatien       | 3:0 (2:0) |

### Fußball-Europameisterschaft 2024
| Phase         | Datum         | Spielort      | Heimmannschaft | Gastmannschaft | Ergebnis                        |
| ------------- | ------------- | ------------- | -------------- | -------------- | ------------------------------- |
| Gruppenphase  | 16. Juni 2024 | Gelsenkirchen | Serbien        | England        | 0:1 (0:1)                       |
| Gruppenphase  | 23. Juni 2024 | Frankfurt     | Schweiz        | Deutschland    | 1:1 (1:0)                       |
| Achtelfinale  | 1. Juli 2024  | Frankfurt     | Portugal       | Slowenien      | 0:0 n. V.; 3:0 n. E.            |
| Viertelfinale | 6. Juli 2024  | Düsseldorf    | England        | Schweiz        | 1:1 n. V. (1:1, 0:0), 5:3 i. E. |

## Auszeichnungen
- Italiens Schiedsrichter des Jahres (5): 2020, 2021, 2022, 2023, 2024
- Premio Bulgarelli Number 8 – Schiedsrichter der Saison (2): 2021/22, 2022/23